# گریس ماهر
گریس ماهر (انگلیسی: Grace Maher؛ زادهٔ ۱۸ آوریل ۱۹۹۹) بازیکن فوتبال اهل استرالیا است.
وی همچنین در تیم ملی فوتبال Australia U20 بازی کرده‌است.